# Château du Puy-Saint-Astier
Le château du Puy-Saint-Astier ou château du Puy, se situe dans la commune de Saint-Astier (département de la Dordogne, en région Nouvelle-Aquitaine). 

## Présentation
Le château du Puy-Saint-Martin est situé sur un plateau dominant la vallée de l'Isle, à 2 km au nord-est de Saint-Astier.

## Historique
Podium Sancti Asterii est cité en 1340. Le château a subi les aléas de la guerre de Cent Ans.
Le château actuel n'est pas antérieur au XVe siècle. Il est modifié au XVIIe et XVIIIe siècles.

## Protection
Les façades et les toitures du château, les deux cheminées de la grande salle du deuxième étage, les plafonds voutés au rez-de-chaussée de la tour Nord et de la chapelle, le plafond peint du petit salon, les restes des remparts et le pigeonnier du château sont inscrits au titre des monuments historiques le 1er février 1988